# Membri del Consiglio Grande e Generale della XXV legislatura
I membri del Consiglio Grande e Generale della XXV Legislatura sono i seguenti:
| Partito                                       | Seggi | Consiglieri eletti direttamente | Consiglieri subentrati |
| --------------------------------------------- | ----- | --- | --- |
| Partito Democratico Cristiano Sammarinese     | 21    | Gian Carlo Venturini - 1263 voti Giovanni Lonfernini - 929 voti Pier Marino Mularoni - 913 voti Pier Marino Menicucci - 850 voti Gabriele Gatti - 847 voti Claudio Podeschi - 716 voti Rosa Zafferani - 648 voti Pasquale Valentini - 585 voti Loris Francini - 472 voti Clelio Galassi - 468 voti Nicola Selva - 454 voti Gianfranco Terenzi - 440 voti Claudio Muccioli - 437 voti Marco Gatti - 404 voti Federico Bartoletti - 399 voti Marco Conti - 388 voti Ernesto Benedettini - 379 voti Oscar Mina - 359 voti Giovanni Francesco Ugolini - 356 voti Gian Marco Marcucci - 344 voti Cesare Antonio Gasperoni - 335 voti | -------------- |
| Partito dei Socialisti e dei Democratici      | 20    | Paride Andreoli - 1520 voti Fiorenzo Stolfi - 1157 voti Fabio Berardi - 859 voti Giuseppe Maria Morganti - 774 voti Germano De Biagi - 728 voti Alberto Cecchetti - 727 voti Marino Riccardi - 515 voti Simone Celli - 514 voti Roberto Raschi - 501 voti Denise Bronzetti - 486 voti Giovanni Giannoni - 458 voti Mauro Chiaruzzi - 440 voti Nadia Ottaviani - 438 voti Alvaro Selva - 428 voti Alessandro Mancini - 422 voti Iro Belluzzi - 394 voti Antonello Bacciocchi - 391 voti Mirco Tomassoni - 343 voti Gian Carlo Capicchioni - 322 voti Stefano Macina - 298 voti                                                   | Claudio Felici - 283 voti Pietro Faetanini - 258 voti Guerrino Zanotti - 247 voti Antonio Carattoni - 240 voti Massimo Roberto Rossini - 230 voti Federico Pedini Amati - 228 voti |
| Alleanza Popolare dei Democratici Sammarinesi | 7     | Valeria Ciavatta - 718 voti Tito Masi - 561 voti Roberto Giorgetti - 424 voti Fernando Bindi - 398 voti Alberto Selva - 323 voti Renzo Bonelli - 313 voti Mario Lazzaro Venturini - 293 voti | Assunta Meloni - 271 voti Stefano Palmieri - 190 voti |
| Sinistra Unita                                | 5     | Francesca Michelotti - 504 voti Ivan Foschi - 465 voti Vanessa Muratori - 296 voti Alessandro Rossi - 257 voti Enzo Colombini - 228 voti | Augusto Michelotti - 191 voti Livia Leardini - 133 voti |
| Nuovo Partito Socialista                      | 3     | Augusto Casali - 419 voti Paolo Bollini - 301 voti Maurizio Rattini - 253 voti | -------------- |
| Alleanza Nazionale Sammarinese                | 1     | Glauco Sansovini - 213 voti | -------------- |
| Noi Sammarinesi                               | 1     | Marco Arzilli - 314 voti | -------------- |
| Popolari Sammarinesi                          | 1     | Romeo Morri - 323 voti | -------------- |
| Sammarinesi per la Libertà                    | 1     | Monica Bollini - 267 voti | -------------- |